# Кладония зольная
Кладония зольная (лат. Cladonia favillicola) — вид кустистых лишайников семейства Кладониевые (Kladoniaceae). Под текущим таксономическим названием была описана в 1978 году советско-эстонским ботаником Хансом Трассом. Ряд авторов не признают вид, считая его лишь синонимом Cladonia botrytes.

## Описание
Кустистый лишайник. Первичный таллом чешуйчатый, прижатый к субстрату. Подеции высотой 2—10 мм, искривлённые, лежачие, простые либо в верхней части слегка разветвлённые, с бугорчатым разорванным коровым слоем. Апотеции восково-жёлтые.
Описан с берега реки Пахча.

## Ареал
Встречается в лиственничном лесу на валежнике лиственниц, покрытых вулканическим пеплом. Эндемик Камчатки.

## Охранный статус
Редкий вид. Занесена в Красную книгу России. Лимитирующие факторы не изучены.